# Valeria Cavalli
Pour les articles homonymes, voir Cavalli.
Valeria Cavalli, née le 1er novembre 1959 à Turin, est une actrice franco-italienne.

## Biographie
Valeria Cavalli est née le 1er novembre 1959 à Turin.
Après une carrière de mannequin, notamment dans le domaine de la photographie publicitaire, elle débute au cinéma en 1982 dans le film Bomber de Michele Lupo.
En 1992, sa performance dans Mario, Maria et Mario d'Ettore Scola lui permet d'obtenir une nomination aux Golden Globes, dans la catégorie meilleure actrice et remporte en Italie la Grolla d'oro de la meilleure actrice (1993).
En 2015 et 2016, dans la série La Loi d'Alexandre, elle incarne Hélène Laurent, la femme d'un juriste joué par Gérard Jugnot.
En 2019, elle incarne Marie de Médicis dans la série La Guerre des trônes, la véritable histoire de l'Europe.
En 2021, elle joue dans le feuilleton historique Germinal.
En 2022, elle joue dans un docu-fiction consacré à l'éditeur italien Arnoldo Mondadori, fondateur de l'une des plus grandes maisons d'édition italienne.

## Filmographie
Sauf indication contraire, les informations mentionnées dans cette section peuvent être confirmées par la base de données cinématographiques IMDb,  présente dans la section « Liens externes ».

### Télévision

#### Téléfilms
- 1980 : Lulù
- 1989 : È proibito ballare : Marta
- 1991 : Safari
- 1992 : Le Premier Cercle : Dottnara Volodine
- 1992 : De terre et de sang : Fiorella
- 1994 : Rapt à crédit : Carla
- 1995 : La Bible : Joseph (Volume 04 : Ancien Testament) de Roger Young : Asnath
- 1996 : Petit : Marianne, mère de Jules
- 1996 : L'Enfer vert : Claudine
- 1999 : Le Matador : Fanny
- 2000 : L'Arlésien : Marie
- 2002 : Le Détective : Contre-enquête de Dennis Berry : Andréa
- 2003 : Mère Teresa de Calcutta (Madre Teresa) de Fabrizio Costa : Drana Boiaxhiu
- 2004 : Questo amore : Lilli
- 2005 : Pope John Paul II : Teresa
- 2007 : Fuga con Marlene : Emma
- 2007 : Caccia segreta : Francesca Mandala
- 2008 : Coco Chanel : Elisabeth Ducrot
- 2009 : Un viol de Marion Sarraut : Agathe Gallet (sous le nom de Valéria Cavalli)
- 2010 : Le Sang des Atrides de Bruno Gantillon : Irène de Térénez
- 2010 : Trahie ! : Maria
- 2014 : Des frères et des sœurs : la compagne d'Antoine

#### Séries télévisées
- 1980 : Ricatto internazionale (mini-série : saison 1, épisode 01) : L'impiegata all'ufficio postale
- 1984 : All'ombra della grande quercia (mini-série)
- 1984 : Les Cinq Dernières Minutes (saison 2, épisode 36 : Deuil en caravane) : La loute
- 1991 : Le pilote du Rio Verde (mini-série)
- 1992 : La voie de l'amour (mini-série) : Gabriella
- 1996 : Un coin de soleil (mini-série)
- 1996 : Highlander (saison 4, épisode 14 : L'Emprise du Mal (2e partie)) : Dominique Davis
- 1996 : Les Steenfort, maîtres de l'orge de Jean-Daniel Verhaeghe : Marianne Steenfort
- 1998 : Avvocati : Viviana
- 1998 : Helicops (Helicops, Einsatz über Berlin) (saison 1, épisode 06 : Vol sur internet) : Karen Weiss
- 1999 : Le destin des Steenfort (mini-série) : Marianne Steenfort
- 1999 et 2006 : Commissaire Moulin :
  - (saison 5, épisode 12 : Serial Killer) : Laurence Cusko
  - (saison 8, épisode 09 : La Dernière Affaire) : Hélène Darcourt
- 2000 : Victoire, ou la douleur des femmes (mini-série) : Marie
- 2000 : Giornalisti
- 2000 : Joséphine, ange gardien (saison 4, épisode 11 : Pour l'amour d'un ange) de Denis Malleval : Hannah
- 2001 : Le Miroir d'Alice (épisode : Les jumelles) : La cantatrice
- 2001 : Le Grand Patron (saison 1, épisode 03 : Vivre vite) : Lena
- 2002 : L'Été rouge (mini-série) : Paola Rinaldi-De Graf
- 2002 : Vérité oblige (saison 1, épisode 06 : Belle de nuit) : Sandrine
- 2002 : Nestor Burma (saison 7, épisode 02 : Mignonne, allons voir si la chose) : Samantha d'Orfeuil
- 2003 : Alex Santana, négociateur (saison 1, épisode 03 : L'Inconnu au Belvédère) : Marie Valesa
- 2003 : Commissaire Valence (saison 1, épisode 03 : Machination) : Véronique Moretti
- 2004 : Zodiaque (mini-série) de Claude-Michel Rome : Elisabeth Saint-André
- 2005 : Le Proc (saison 1, épisode 03 : Accident mortel) : Valérie Legall
- 2006 : Le Président Ferrare (saison 1, épisode 03 : L'Affaire Gilles d'Aubert) : Françoise
- 2006 : La freccia nera (mini-série) : Isabella Di Monforte
- 2006 : Louis la Brocante (saison 8, épisode 04 : Louis et les gueules noires) : Hélène Davel
- 2007 : Mademoiselle Joubert (saison 2, épisode 02 : Dans un trou de souris) : Gabrielle, le médecin de l'école
- 2007 : La Prophétie d'Avignon (8 épisodes) : Sandra Esperanza
- 2007 - 2008 : Carabinieri (12 épisodes) : Sara De Nittis / Sara de Nittis / Sara De nittis
- 2008 : Disparitions (12 épisodes) de Bruno Gantillon : Claudia Sormand
- 2009 : Kaamelott (Livre VI, 8 épisodes) d'Alexandre Astier : Aconia Minor
- 2009 : Nebbie e delitti (saison 3, épisode 03 : I ragazzi di buona famiglia) : Benedetta Rivalta
- 2009 : Commissaire Magellan (saison 1, épisode 01 : Roman noir) : Catherine Saint Aubin
- 2010 : Boulevard du palais (saison 12, épisode 02 : Un marché de dupes) : Mathilde
- 2010 : Les enquêtes de Laviolette (épisode : Le sang des Atrides) : Irène de Térenez
- 2011 : Victor Sauvage (saison 1, épisode 03 : La petite sœur des gorilles) : Florence Desrosiers
- 2014 : RIS police scientifique (saison 9, épisode 04 : Secret de Famille) : Corinne Courbesac / Véronique Allier (sœurs jumelles)
- 2015 : Les petits meurtres d'Agatha Christie saison 2, Murder Party : Leticia Salvan
- 2015 : Mes amis, mes amours, mes emmerdes... (saison 4) : Muriel
- 2015 - 2016 : La Loi d'Alexandre de Claude-Michel Rome : Hélène Laurent, femme d'Alexandre
- 2018 : Commissaire Magellan, épisode Rose sanglante : Adeline Valière
- 2019 : 
  - Le Temps est assassin de Claude-Michel Rome : Lisa Betta Idrissi
  - La Guerre des trônes, la véritable histoire de l'Europe (saison 3) de Vanessa Pontet et Alain Brunard : Marie de Médicis
- 2021 : Germinal (mini-série) de David Hourrègue : Mme Grégoire
- 2024 : Le Daron : docteur Sofia Conti

### Cinéma

#### Courts métrages
- 1997 : La Lettera (Donna Incinta)
- 2014 : Sous nos empreintes (Elena)

#### Longs métrages
- 1982 : Capitaine Malabar dit La Bombe (Bomber) de Michele Lupo : Claudia
- 1983 : La Maison de la terreur (La casa con la scala nel buio) de Lamberto Bava : Katia
- 1984 : Giochi d'estate de Bruno Cortini : Teodora Theodoli alias Teo
- 1984 : 2072, les mercenaires du futur (I guerrieri dell'anno 2072) de Lucio Fulci : Susan (as Valerie Jones)
- 1985 : Prima del futuro de Fabrizio Caleffi : Luka
- 1986 : Via Montenapoleone de Carlo Vanzina
- 1988 : Le Voleur de savonnettes (Ladri di saponette) de Maurizio Nichetti
- 1990 : La Bocca de Luca Verdone : Fausta
- 1990 : Ils vont tous bien ! (Stanno tutti bene) de Giuseppe Tornatore : Tosca
- 1992 : Il caso Martello de Guido Chiesa : Simona
- 1993 : L'amante senza volto de Gerardo Fontana : Elisabetta
- 1993 : Copenhagen fox-trot de Antonio Domenici : Angela
- 1993 : Les Ténors de Francis de Gueltzl : Cécile Chortin
- 1993 : Mario, Maria et Mario d'Ettore Scola : Maria Boschi
- 1994 : Ritorno a Parigi de Maurizio Raso : Giulia
- 1995 : La tenda nera de Luciano Manuzzi : Milena
- 1995 : Un altro giorno ancora de Tonino Zangardi : Anna
- 1996 : C'est jamais loin d'Alain Centonze : La femme
- 1997 : Double Team de Tsui Hark : Dr. Maria Trifioli
- 1997 : Homère, la dernière odyssée (Nel profondo paese straniero) de Fabio Carpi : Sibilla
- 1999 : Milles bornes d'Alain Beigel : L'élégante
- 2000 : Je rêvais de l'Afrique (I Dreamed of Africa) de Hugh Hudson : Marina
- 2001 : Quartetto de Salvatore Piscicelli : Sofia
- 2001 : Va savoir de Jacques Rivette : Ines
- 2001 : Reisei to jônetsu no aida d'Isamu Nakae : Giovanna
- 2001 : Streghe verso nord de Giovanni Veronesi : secrétaire de Gallio
- 2003 : Après la pluie, le beau temps de Nathalie Schmidt : Pamela
- 2005 : Coup de foudre en Toscane (The Shadow Dancer) de Brad Mirman : Amalia
- 2005 : Contronatura d'Alessandro Tofanelli : Francesca
- 2007 : La Troisième Mère (La terza madre) de Dario Argento : Marta Colussi
- 2007 : La Fille coupée en deux de Claude Chabrol : Dona Saint-Denis
- 2008 : L'ultimo Pulcinella de Maurizio Scaparro : Paola
- 2008 : Un homme et son chien de Francis Huster : une invitée à la soirée
- 2011 : Les Lyonnais d'Olivier Marchal : Janou Vidal
- 2011 : Gianni et les femmes (Gianni e le donne) de Gianni Di Gregorio : Valeria
- 2012 : Happy Days Motel de Francesca Staasch : Laura
- 2013 : Le Passé d'Asghar Farhadi : Valeria
- 2013 : Sole a catinelle de Gennaro Nunziante : Juliette Marin
- 2014 : Un homme idéal de Yann Gozlan : Mme Fursac
- 2018 : Demi-sœurs de Saphia Azzeddine : La mère d'Olivia
- 2021 : Super-héros malgré lui de Philippe Lacheau : la mère de Seb
- 2022 : Le Colibri (Il colibrì) de Francesca Archibugi : la mère de Luisa
- 2022 : Arnoldo Mondadori de Francesco Micciche : Andreina Mondadori
- 2023 : Le cose che amiamo di Ale de Thomas Kadman : Cristina Motta
- 2024 : A Sudden Case of Christmas de Peter Chelsom : Claudia

## Récompenses et distinctions
- Valeria Cavalli a remporté le Prix Grolla d’oro de la meilleure comédienne pour Mario, Maria et Mario.